# Christel Schulze
Pour les articles homonymes, voir Schulze.
 (janvier 2021).
Christel Schulze (née le 25 décembre 1936) est une chanteuse allemande.

## Biographie
Christel Schulze est sur scène à l'âge de 9 ans et prend des cours de chant à 14 ans. Elle veut chanter des opéras comme soprano. Dans le même temps, elle apprend la guitare et se familiarise à la musique traditionnelle et au schlager. En 1956, elle obtient la première place dans le programme Die kleine Premiere de la Berliner Rundfunk avec Wenn ein Zigeuner weint. Elle étudie le chant, le piano, la guitare, la flûte à bec et l'accordéon.
En 1960, le titre schlager Baciare sort en single sur le label Amiga. En 1963, elle commence à interpréter des chansons folkloriques et part en tournée en RDA et à l'étranger. Elle est l'une des premières chanteuses du mouvement Hootenanny en RDA et enregistre le single Herbstlied/Liebeslied en 1966 avec Klaus Schneider. Avec lui, elle apparaît souvent en duo, où il joue principalement de la guitare.
Christel Schulze chante dans de nombreuses langues. En 1966, elle remporte le premier prix au Festival international de la chanson Lied der Freundschaft à Moscou pour son interprétation de Moskauer Fenster de Khrennikov. La même année, elle participe au festival Lied der Freundschaft à Budapest et au International Jazz-Festival à Prague. Schulze se tourne vers la chanson, le jazz et les comédies musicales. En 1971, elle devient maître de conférences en chant à l'académie de musique Hanns Eisler de Berlin-Est. La même année, elle reçoit le premier prix pour la meilleure interprétation d'une chanson de soldat. En 1977, la chanteuse participe aux jours de la chanson à Francfort-sur-l'Oder et remporte le VEB Deutsche Schallplatten Berlin. Plusieurs de ses chansons servent de génériques de films de la DEFA. En 1984, sa mère tombe gravement malade. Schulze se retire de l'industrie de la musique et s'occupe de sa mère jusqu'à sa mort en 1991. Dès lors, elle gère un petite hôtel à Teltow et donne des cours de chant et d'instrument.
En 2006, Schulze célèbre son 60e anniversaire de scène avec des compagnons de son temps en tant que musicienne professionnelle.

## Discographie
Singles
- 1960 : Baciare / Hallo, mein Herr (Amiga)
- 1960 : Wer weiß, wer weiß (seulement face B, Amiga)
- 1960 : Schön ist die Liebe / Bleib’ bei mir (Amiga)
- 1960 : Midi Midinette / Ein Herz mit so viel Sehnsucht (Amiga)
- 1961 : A la ronda (seulement face B)
- 1962 : Tagelang, nächtelang / Fernando (Amiga)
- 1963 : In Mexiko, da ist das so / Tingel-Tangel-Tamburin (Amiga)
- 1966 : Herbstlied / Liebeslied (avec Klaus Schneider, Amiga)

Titres dans des compilations
- 1961 : Schön ist die Liebe dans l'EP (Amiga)
- 1963 : In Mexiko, da ist das so dans l'EP (Amiga)
- 1966 : Somebody Loves You et Summertime dans Gershwin-Evergreens (Amiga)
- 1967 : Вечерняя Песня auf Гости Москвы, 1966 (EP, Melodija)
- 1967 : Вечерняя Песня auf Международный Фестиваль Эстрадной Песни (LP, Melodija)
- 1967 : Moskauer Fenster dans Abend an der Moskwa (Amiga)
- 1967 : Die Liebe ist wie der April dans Schlager 1966 (Amiga)
- 1968 : Bau mir ein Haus dans Schlager 1968 (Amiga)
- 1969 : Das Kutschenlied, So verliebt et Ich hab’ die goldene Sonne dans Musical Erfolge (Amiga)
- 1972 : Die Taube dans Sur le pont – Folklore Modern (Amiga)
- 1978 : Sei mal verliebt (Let’s Do It) dans Melodien aus internationalen Musicals (Amiga)

## Source de la traduction
- (de) Cet article est partiellement ou en totalité issu de l’article de Wikipédia en allemand intitulé « Christel Schulze » (voir la liste des auteurs).